# Двинская
Двинская — деревня в Тугулымском городском округе Свердловской области, России.

## Географическое положение
Деревня Двинская муниципального образования «Тугулымского городского округа» расположена в 33 километрах к северу-северо-западу от посёлка Тугулым (по автотрассе в 43 километрах), в долине реки Мостовка (левый приток реки Липка), в 2 километрах от устья. В окрестностях деревни расположены Мельничный пруд и национальный парк «Припышминские Боры» (Тугулымская Дача).

## Население
| 2002 | 2010 | 2021 |
| ---- | ---- | ---- |
| 42   | ↘29  | ↘18  |